# Makov, Blansko
Makov là một làng thuộc huyện Blansko, vùng Jihomoravský, Cộng hòa Séc.